# Taslima Akhter
Taslima Akhter, née en 1974, est une activiste et photographe bangladaise. Elle est diplômée de l’université de Dacca et de l’école de photographie Pathshala. Elle est membre de plusieurs organisations activistes. L’effondrement du Rana Plaza en 2013 est devenu mondialement connu grâce à sa photo emblématique d’un homme et d’une femme qui sont morts dans les bras l’un de l’autre.

## Vie
Taslima Akhter est née à Dacca en 1974. Elle obtient son master en Sciences et Administration Publique au sein de l’université de Dacca. Pendant son temps à l’université, elle est membre de la Bangladesh Student’s Federation. Elle étudie le photojournalisme à Pathshala, une école de photographie de Dacca. À travers ses photographies, Taslima essaie d’attirer l’attention sur des problèmes sociaux ou environnementaux, principalement depuis 2008 et l’importante crise politique bangladaise. En 2010, elle reçoit une bourse de la fondation Magnum pour son travail. Elle documente également l’incendie de l’usine Tasreen Garments à Dacca en 2012. Elle travaille sur de nombreux projets dans des villes du Bangladesh et d’Inde. Ses photographies sont présentées dans de nombreuses expositions à travers le monde.
Akhter est membre de l’organisation de femmes Biplobi Nari Sanghati et du groupe activiste Gana Sanghati Andolan. Elle est également coordinatrice de la Garments Sramik Sangathan,. En parallèle, elle enseigne à l’école de photographie Pathshala. La politique joue un rôle important sur le travail de photographe d’Akhter.

## Etreinte finale
Après l’effondrement du Rana Plaza en Avril 2013, Akhter et d’autres photographes de l’école Pathshala ont documenté en direct la vie des personnes qui mourraient sur place et ont aidé les services de secours. Ces histoires ont été rassemblées dans un livre intitulé Chobbish April : Hazaar Praner Chitkar. Durant cet événement, Akhter est à l’origine d’une photographie où un homme et une femme sont morts dans les bras l’un de l’autre. Elle fut dans l’incapacité d’identifier les deux victimes,. La photographie reçut plusieurs noms « Etreinte éternelle », « Mort de mille rêves » ou encore « Etreinte finale », fut acclamée par la critique et récipiendaire de nombreux prix. 1 100 personnes ont péri dans ce drame et Akhter profita de la situation pour attirer l’attention sur les conditions de sécurité déplorables dans les usines textiles du Bangladesh et ainsi demander des normes de sécurité plus élevées.

## Prix
- 2010 : 3e place du prix Julia Margaret Cameron de photojournalisme pour son documentaire The Life and Struggle of Garment Workers[1].
- 2013 : Top 10 des photos de 2013 par le 'Time pour son cliché Étreinte finale[1],[9].
- 2013 : Prix du meilleur photographe lors de la 5e Dali International Photography Exhibition en Chine[1].
- 2014 : 3e place de la World Press Photo competition dans la catégorie « Spot News[10] ».